# Dictyosporium bulbosum
Dictyosporium bulbosum är en svampart som beskrevs av Tzean & J.L. Chen 1989. Dictyosporium bulbosum ingår i släktet Dictyosporium, ordningen Pleosporales, klassen Dothideomycetes, divisionen sporsäcksvampar och riket svampar.   Inga underarter finns listade i Catalogue of Life.